# Bovistina
Bovistina is een monotypisch geslacht van schimmels behorend tot de familie Agaricaceae. Het geslacht bevat alleen Bovistina atrogleba.